# Vive la Mystique
Vive la Mystique är ett album från 1989 av den svenska sångerskan Monica Törnell.

Inspelningen av bakgrunder skedde i Montezuma Recording Studio, Stockholm, pålägg och mixning i Sonet Studio 2 (Park). Albumet producerades och arrangerades av Ulf Wahlberg och Lasse Jonsson med benäget tillstånd av S.P. Production HB. Tekniker i Montezuma var Ulf Wahlberg och Lasse Jonsson. Tekniker i Sonet Studio var civilingenjör Pontus Olsson. Skivnumret är V.I.P. VLP/VCD/VMC 5001.
År 1989 utgavs även singeln Vive la Mystique/Resan (V.I.P. VS 1002). År 1990 kom maxisingeln Någonting (get-down-mix)/Någonting (radioversion)/Kastar mina svärd  (V.I.P. VMX 1001), dock endast i begränsad upplaga.

## Låtlista

### Sida A
1. Vive la Mystique (Ulf Wahlberg/Lasse Jonsson/Monica Törnell/Tomas Berge)
2. Nu galopperar ljusets änglar bort (Ulf Wahlberg/Lasse Jonsson/Anna-Lena Ahlström)
3. Kastar mina svärd (Ulf Wahlberg/Lasse Jonsson/Anna-Lena Ahlström)
4. Vännen (Ulf Wahlberg/Lasse Jonsson/Tomas Berge)
5. En vettvillings vals (Ulf Wahlberg/Lasse Jonsson/Anna-Lena Ahlström)

### Sida B
1. Någonting (Ulf Wahlberg/Lasse Jonsson/Tomas Berge)
2. Resan (Ulf Wahlberg/Lasse Jonsson/Tobias Törnell)
3. Pusselbild (Ulf Wahlberg/Lasse Jonsson/Anders F. Rönnblom)
4. Korpen flyger lågt (Ulf Wahlberg/Lasse Jonsson/Anna-Lena Ahlström/Anders F. Rönnblom)
5. Sagan (Ulf Wahlberg/Lasse Jonsson/Tobias Törnell)

## Medverkande musiker
- Anders Gustavsson, saxofon
- Lasse Jonsson, gitarrer, programmering, kör
- Per Lindvall, trummor, percussion
- Bosse Persson, bas
- Göran Rydh, kör
- Monica Törnell, kör
- Ulf Wahlberg, keyboards, programmering
- Christian Veltman, bas